# Maar
Maar (også kaldt eksplosionskrater) er et lavt krater, ofte omgivet af en lav vold af løse udbrudsprodukter, som er blevet dannet i et eksplosivt freatisk udbrud hvor lava eller magma har kommet i kontakt med grundvand.

## Eksterne links
- Maar-eksplosionskrater. Vulkaneksperten